# Doddajataka, Nagamangala
Doddajataka là một làng thuộc tehsil Nagamangala, huyện Mandya, bang Karnataka, Ấn Độ.